# Vordermühle
Vordermühle is een kleine plaats in de gemeente Wipperfürth in de Oberbergischer Kreis in Duitsland. Vordermühle telt 30 inwoners en hoort bij het traditionele gebied van het Nederfrankische dialect Limburgs.
Vordermühle ligt aan de Uerdinger Linie.

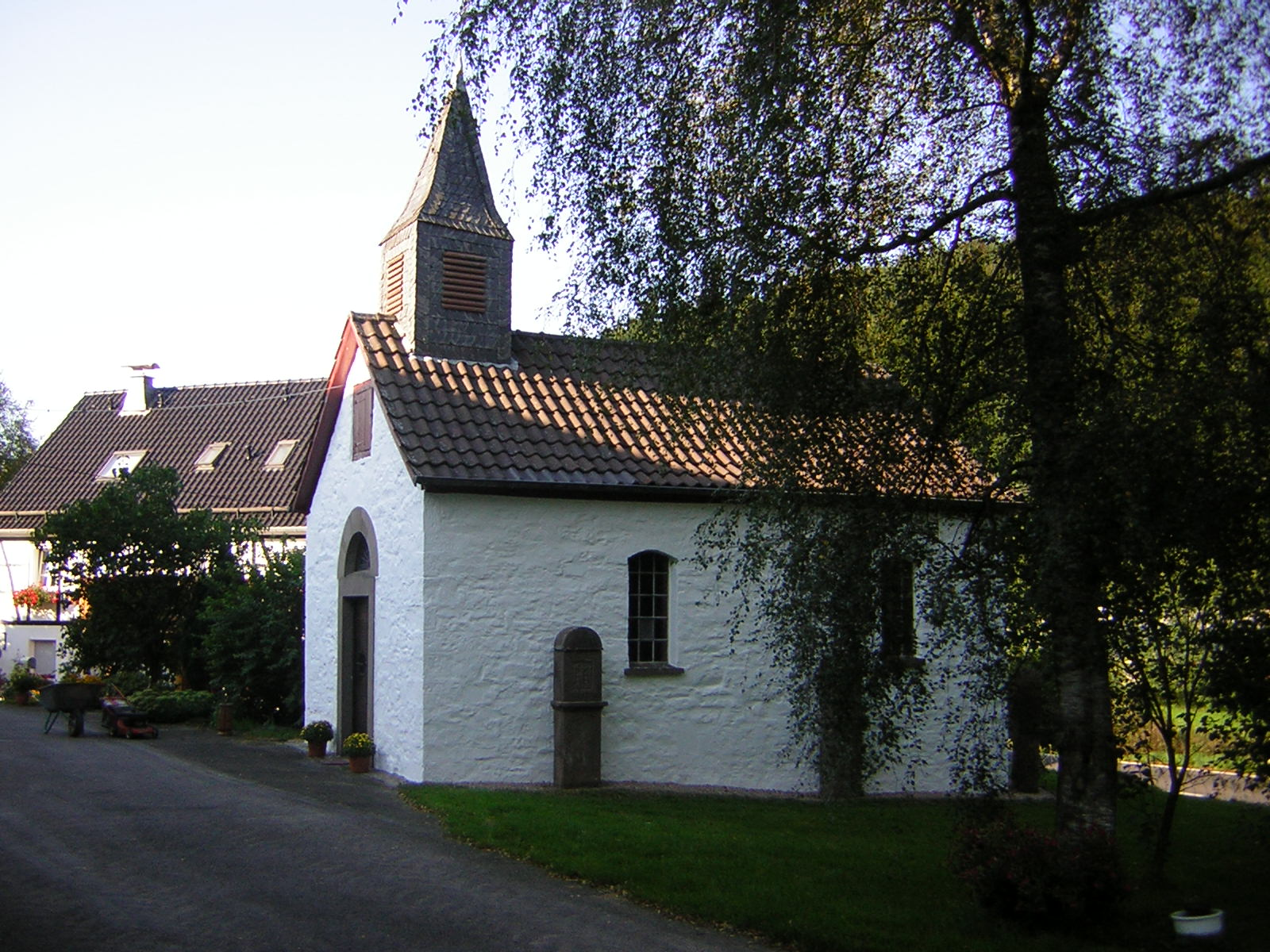
Kapel in Vordermühle